# بنای بانک شاهنشاهی
بنای بانک شاهنشاهی مربوط به دوره قاجار است و در یزد، جنوب میدان خان واقع شده و این اثر در تاریخ ۲۷ دی ۱۳۷۷ با شمارهٔ ثبت ۲۲۴۳ به‌عنوان یکی از آثار ملی ایران به ثبت رسیده است.